# Tripedalia cystophora
Tripedalia cystophora là một loài sứa hộp trong họ Tripedaliidae. Loài này có nguồn gốc ở vùng biển Caribê và trung tâm Ấn Độ Dương-Thái Bình Dương.